# استان لائو کای
استان لائو کای (به لاتین: Lào Cai Province) یک استان در ویتنام است که در ویتنام واقع شده‌است.

## خصوصیات
استان لائو کای ۶٬۳۸۳٫۹ کیلومترمربع مساحت و ۶۰۲٬۳۰۰ نفر جمعیت دارد.